# Supercopa da Alemanha de 2022
A Supercopa da Alemanha de 2022 foi a 13ª edição da competição da Supercopa da Alemanha sob o nome DFL-Supercup, uma competição de futebol anual disputada pelos vencedores da Bundesliga e da Copa da Alemanha da edição passada. A partida foi disputada em 30 de julho de 2022.
Foi disputada em partida única entre o campeão da Bundesliga de 2021–22 (Bayern de Munique) e o campeão da Copa da Alemanha de 2021–22 (RB Leipzig), que teve o mando da partida.
O Bayern de Munique era o detentor do título, depois de ter vencido o Borussia Dortmund na edição passada.

## Participantes
| Equipe            | Classificação                          |
| ----------------- | -------------------------------------- |
| Bayern de Munique | Campeão da Bundesliga de 2021–22       |
| RB Leipzig        | Campeão da Copa da Alemanha de 2021–22 |

## Detalhes da partida
Partida única
| 30 de julho de 2022 | RB Leipzig                                     | 3 – 5     | Bayern de Munique                                             | Red Bull Arena, Leipzig  |
| 20:30 (UTC+2)       | Halstenberg 59' · Nkunku 77' (pen.) · Olmo 89' | Relatório | 14' Musiala · 31' Mané · 45' Pavard · 65' Gnabry · 90+8' Sané | Árbitro: Robert Schröder |

## Campeão
| Campeão                      |
| ---------------------------- |
| Bayern de Munique 10º título |